# Samnita (gladiador)

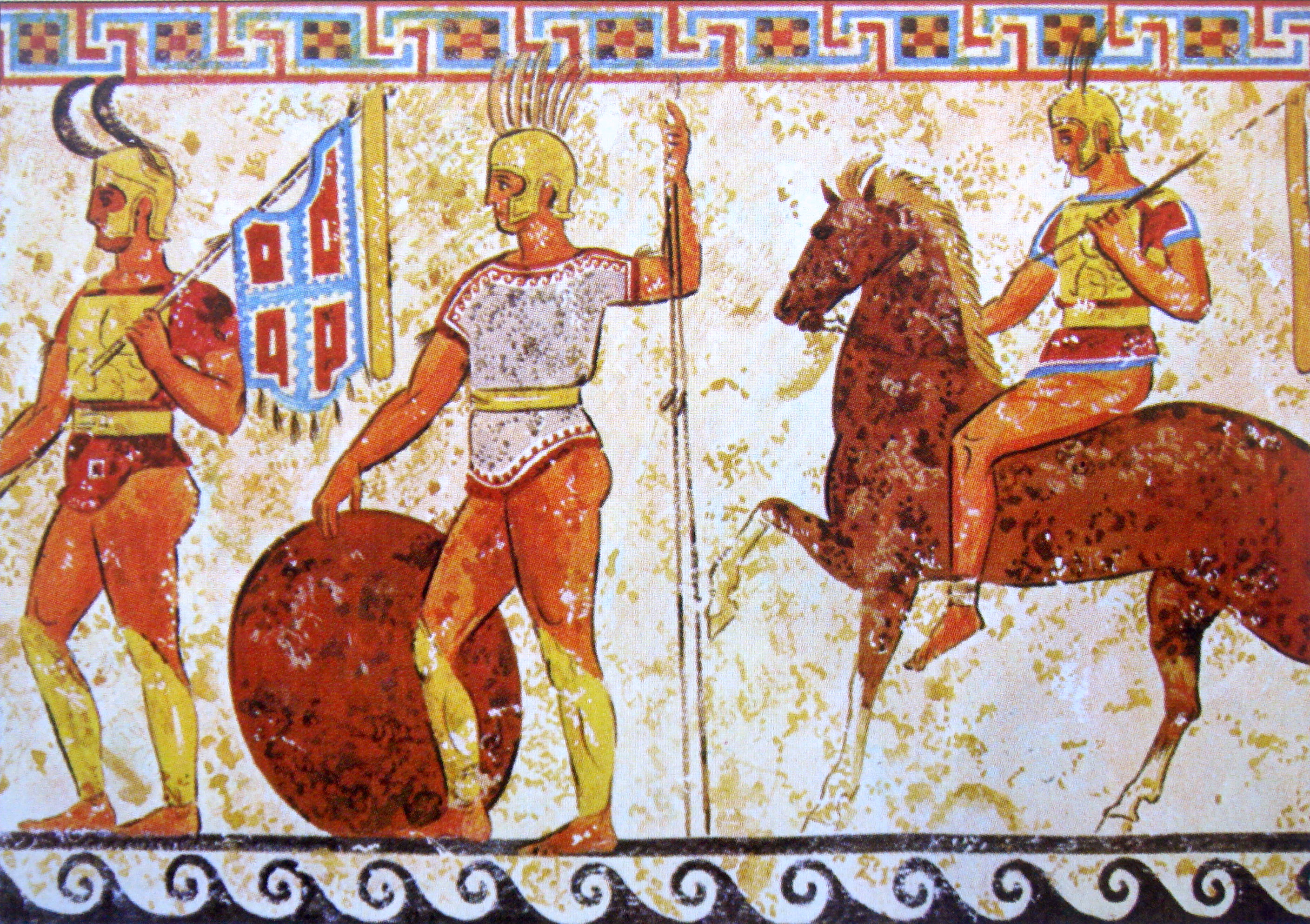
Fresco de una tumba de Nola del, con guerreros samnitas; Museo Arqueológico Nacional de Nápoles.

Los samnitas eran un tipo de gladiador que debe su nombre al pueblo samnita, que habitó la península itálica antes de la ocupación romana, quienes tomaron las armas y estilo de lucha de estos pueblos para los juegos. El gladiador samnita fue el primero en la historia de la gladiatura, al parecer adoptados durante las celebraciones de la victoria de los aliados de Roma en Campania contra los samnitas a finales del siglo IV a. C. Al armar a luchadores de bajo estatus a la manera del enemigo derrotado y emplearlos en combates simulados, los romanos se burlaban de ellos al tiempo que se apropiaban de elementos marciales de su cultura.
Los verdaderos combates de gladiadores comenzaron unos cuarenta años después. El samnita fue el primer tipo de gladiador y en el que se basaron los posteriores (tracio, galo y hoplomaco). Fue uno de los tres tipos basados en antecedentes étnicos, junto con el galo y el tracio. Luchaban con equipo y estilo característico de esos pueblos derrotados, para emplearlo en el entorno burlón y lúdico de los juegos. Los luchadores no pertenecían necesariamente a esa etnia, la lápida de un gladiador llamado Télifo tiene el cuidado de indicar que luchó como samnita pero era tracio de nacimiento.
Los samnitas fueron muy populares durante la República y aparecen con frecuencia en el arte de esa época. Al irse añadiendo otros tipos de gladiadores derivados y con un equipo muy similar, como cascos con penachos, a veces es difícil identificarlos positivamente. Es mencionado en los escritos hasta inicios del imperio, probablemente cayó en desgracia con Augusto, cuando el Samnio pasó a integrarse plenamente a Roma, como también pasó con el galo, que se convirtió en el mirmilón.

## Equipamiento
Los gladiadores samnitas solían portar:
- Un escudo grande y de forma rectangular;
- Un casco crestado con cimera de crin de caballo o plumas;
- Una coraza pectoral etrusca;
- Un guantelete en la mano derecha que llegaba al codo, similar al cestus de los boxeadores; más tarde, en el siglo I a. C., adoptó la manica, protector de brazo de cuero y metal segmentado o escamado, que cubría hasta el hombro.
- Protección en la pierna izquierda mediante una greba y una tobillera en la derecha;
- Su única arma era la espada corta, el gladio (gladius), aunque parece que a veces también llevaba una lanza.